# Zülpichgau
Der Zülpichgau war eine mittelalterliche Gaugrafschaft mit Zülpich und seinem karolingischen Königshof als Zentrum. Er gehört zu den Grafschaften, die zum Kernbestand der Ezzonen wurden.
Mit den Aussterben der Ezzonen Mitte des 11. Jahrhunderts wurde die ansonsten übliche Umbildung von Gaugrafschaften in erbliche Grafschaften für den Zülpichgau abgebrochen. Er geriet nun ins Feuer zwischen dem Grafen von Jülich und dem Erzbischof von Köln, die beide das Ziel hatten, die Vorherrschaft an der Erft zu erringen. Ab dem Ende des 12. Jahrhunderts trug der Erzbischof den Sieg davon. 1379 kamen Zülpich und sein Umland endgültig in kirchlichen Besitz. Im 14./15. Jahrhundert wurde die kurkölnische Landesburg errichtet, von der aus die Region regiert wurde.

## Grafen im Zülpichgau aus der Familie der Ezzonen
- Erenfried II., 942/966 bezeugt, † vor 970, 942 Graf im Zülpichgau, 945 Graf im Bonngau, 950 Graf im Ruhrgau bzw. in der Duisburg-Kaiserswerther Grafschaft, 946/959 Graf in der Grafschaft Huy (Ezzonen)
- Hermann Pusillus, † 996, 972, 992, 993 Graf im Bonngau, 978, 978 Graf im Eifelgau, 976 Graf in Gerresheim, 981 Graf im Zülpichgau, um 985/989 Pfalzgraf von (Nieder-)Lothringen, 996 Graf im Auelgau, Sohn Erenfrieds II. (Ezzonen)
- Hezzelin (Hermann), † 20. November 1033, Graf im Zülpichgau, Vogt von Kornelimünster, Sohn Hermanns (Ezzonen)
- Hermann II., † 1085, Pfalzgraf von Lothringen, Graf im Zülpichgau, Ruhrgau und Brabant, Enkel Hezzelins